# Stepan Iwanowitsch Tschernjawski
Stepan Iwanowitsch Tschernjawski (russisch Степан Иванович Чернявский; * 13. Dezemberjul. / 25. Dezember 1804greg. im Gouvernement Cherson; † 24. Junijul. / 6. Juli 1868greg. in St. Petersburg) war ein russischer Schiffbauer.

## Leben
Tschernjawski, Sohn eines Unteroffiziers, begann im August 1813 seinen Dienst als Schiffsjunge in der Schwarzmeerflotte. 1814–1819 absolvierte er die Sewastopoler Flottenschule. Im Januar 1820 wurde er auf die Schwarzmeer-Steuermannschule geschickt, die er 1825 abschloss. Im Dezember 1826 wurde er vom Oberbefehlshaber der Schwarzmeerflotte Admiral Alexis Greigh zusammen mit weiteren speziell ausgewählten jungen Flottenoffizieren zur weiteren Ausbildung nach England geschickt. Während des Auslandsaufenthalts wurde er im September 1827 zum Praporschtschik im Flottensteuermannskorps befördert, im April 1828 in das Linienschiff-Ingenieurkorps versetzt und im Dezember 1831 zum Podporutschik befördert.

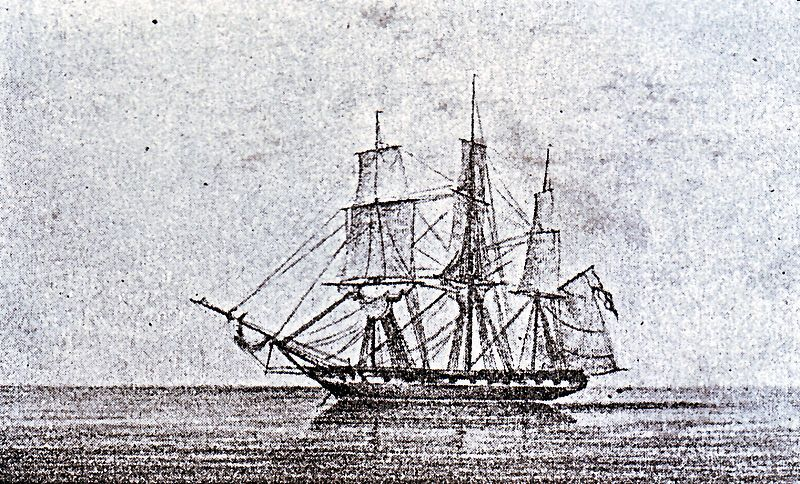
Brailow (W. A. Prochorow, 1910)

Nach der Rückkehr aus England 1832 kam Tschwernjawski in die Sewastopoler Admiralität, wo er für Masten und Boote zuständig war. Er leitete die Modernisierung der Brigantine Jelisaweta, des Dampfers Gromonossez und der Korvette Penderaklija. Er überholte die Brigg Merkuri, er besserte die Fregatte Burgass aus und kielholte die Korvette Ifigenija. Im Sommer 1832 begann er selbständig Boote zu bauen. Im September 1833 wurde er für seine ausgezeichneten Leistungen zum Porutschik befördert. 1834 wurde er in die Nikolajewer Admiralität abkommandiert, um das von Admiral Greigh projektierte und von Iwan Osminin gebaute 120-Kanonen-Linienschiff Warschau fertigzustellen. Zurück in Sewastopol legte er im Februar 1835 die 44-Kanonen-Fregatte Brailow auf Kiel, die im Oktober 1836 von Stapel lief. Das Schiff wurde mit Beschluss des Flottenkommandos dann der Nikolajewer Admiralität übergeben, so dass er das Schiff nicht selbst fertigstellen konnte.

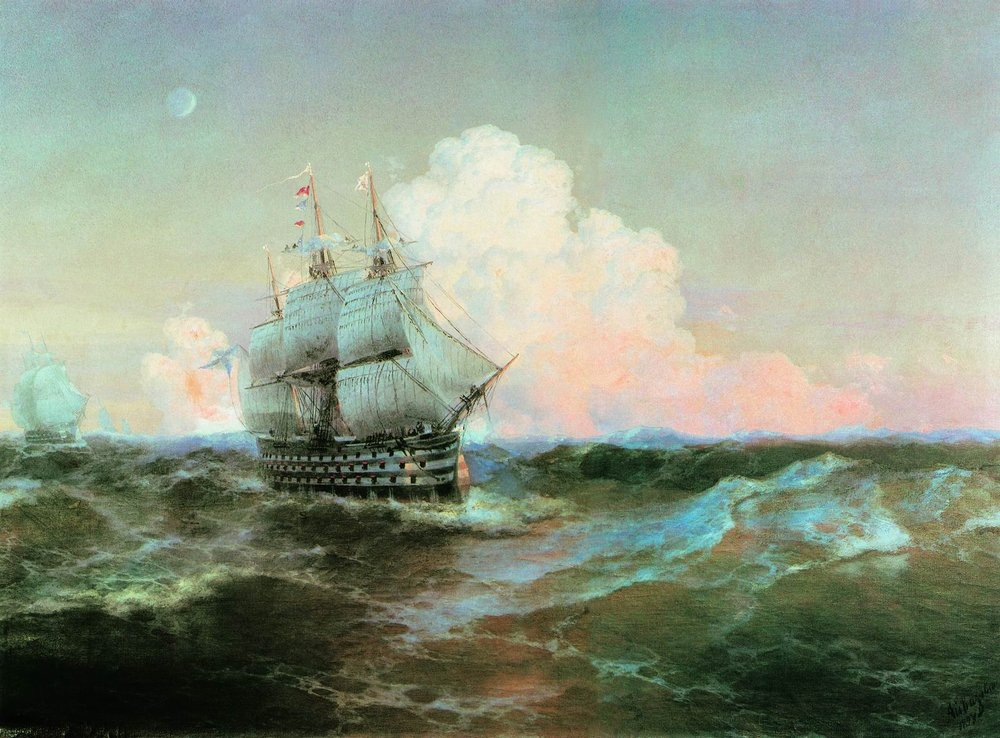
Zwölf Apostel (I. K. Aiwasowski, 1897, Aiwasowski-Kunstgalerie, Feodossija)

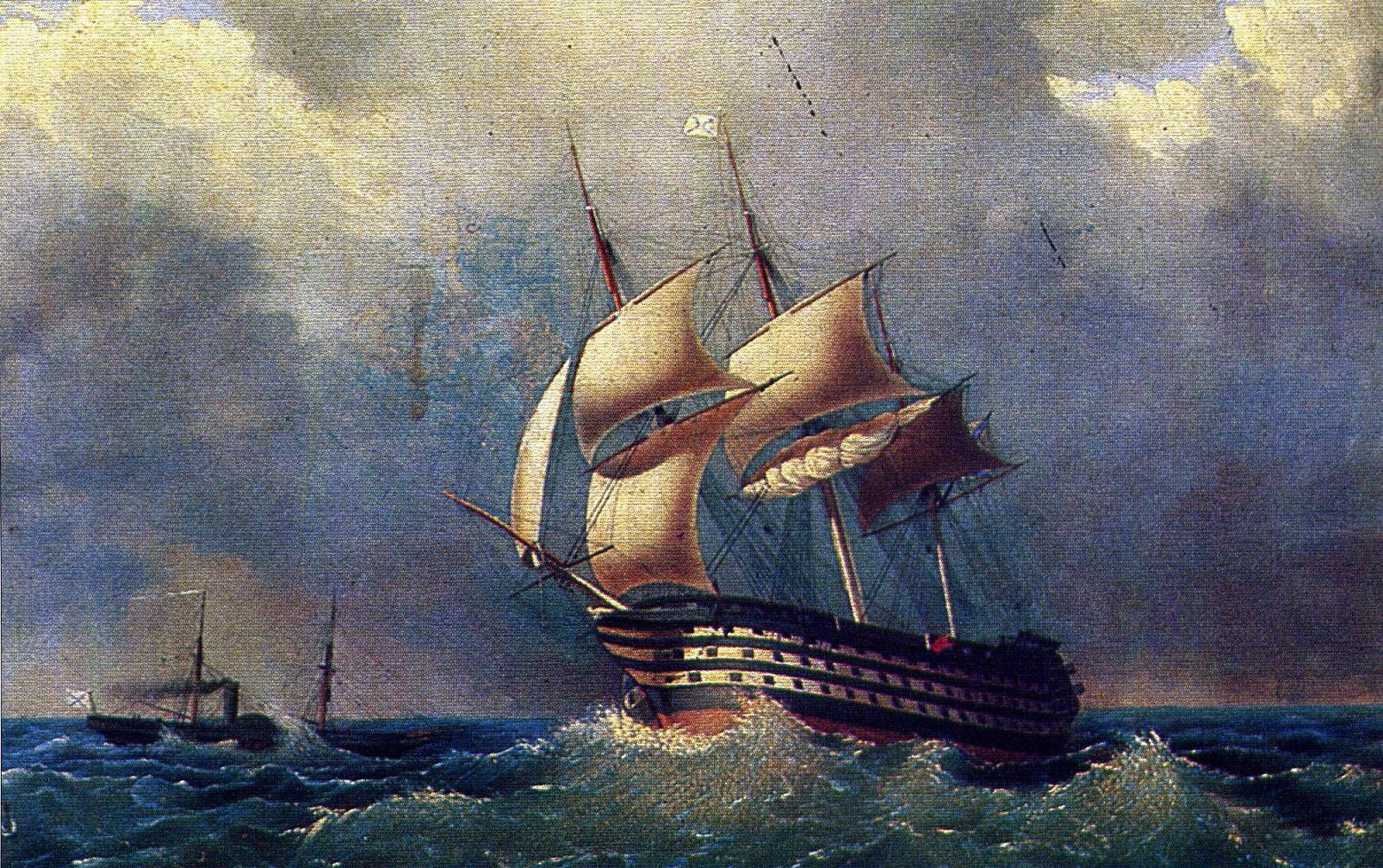
Paris (I. K. Aiwasowski, 1854, Zentrales Marinemuseum, St. Petersburg)

Im November 1836 wurde Tschernjawski als Stabskapitän zur Nikolajewer Admiralität versetzt, wo er nun Linienschiffe der verschiedenen Klassen projektierte und baute. Dazu gehörten die drei 120-Kanonen-Segellinienschiffe 1. Ranges Zwölf Apostel (1838–1841), Paris (1847–1849) und Großfürst Konstantin (1850–1852). Die Zwölf Apostel war das erste russische Linienschiff mit einem besonders geschützten Laderaum. Dazu überwachte er den Schiffbau anderer Meister. Er leitete die Sammlung der Zeichnungen und die Bibliothek zum Linienschiffbau. Im Dezember 1847 wurde er zum Oberstleutnant befördert.
Im Oktober 1852 begann Tschernjawski auf einer Helling der Nikolajewer Admiralität den Bau des ersten 131-Kanonen-Linienschiffs Bosporus mit Dampfmaschine und Schiffsschraube der Schwarzmeerflotte. Da einschlägige Erfahrungen fehlten, wurde er 1852–1853 nach England und Frankreich abkommandiert, um die Organisation und die Technik des Baus von Eisenschraubendampfern kennenzulernen. Nach der Rückkehr erstellte er die Zeichnungen für die Bosporus. Den Bau führte Alexei Akimow durch. Der Stapellauf erfolgte 1859.
Im August 1855 wurde Tschernjawski in die St. Petersburger Admiralität abkommandiert, um das 125-Kanonen-Linienschiff Kaiser Nikolaus I. und 10 gepanzerte schwimmende Batterien zu bauen. Dazu wurde er Mitglied des Marinewissenschaftskomitees. Im Januar 1856 wurde er Oberst und Mitglied des Komitees für die Wiederherstellung der St. Petersburger Ochta-Werft an der Mündung der  Ochta in die Newa, wo sich vor der Gründung St. Petersburgs die schwedische Festung Nyenschanz befunden hatte. Im selben Jahr wurde er durch kaiserlichen Ukas Vorsitzender des Linienschiffbau- und Technik-Komitees. 1857 wurde er Mitglied des Komitees für die Untersuchung der Wälder des Königreichs Polen.

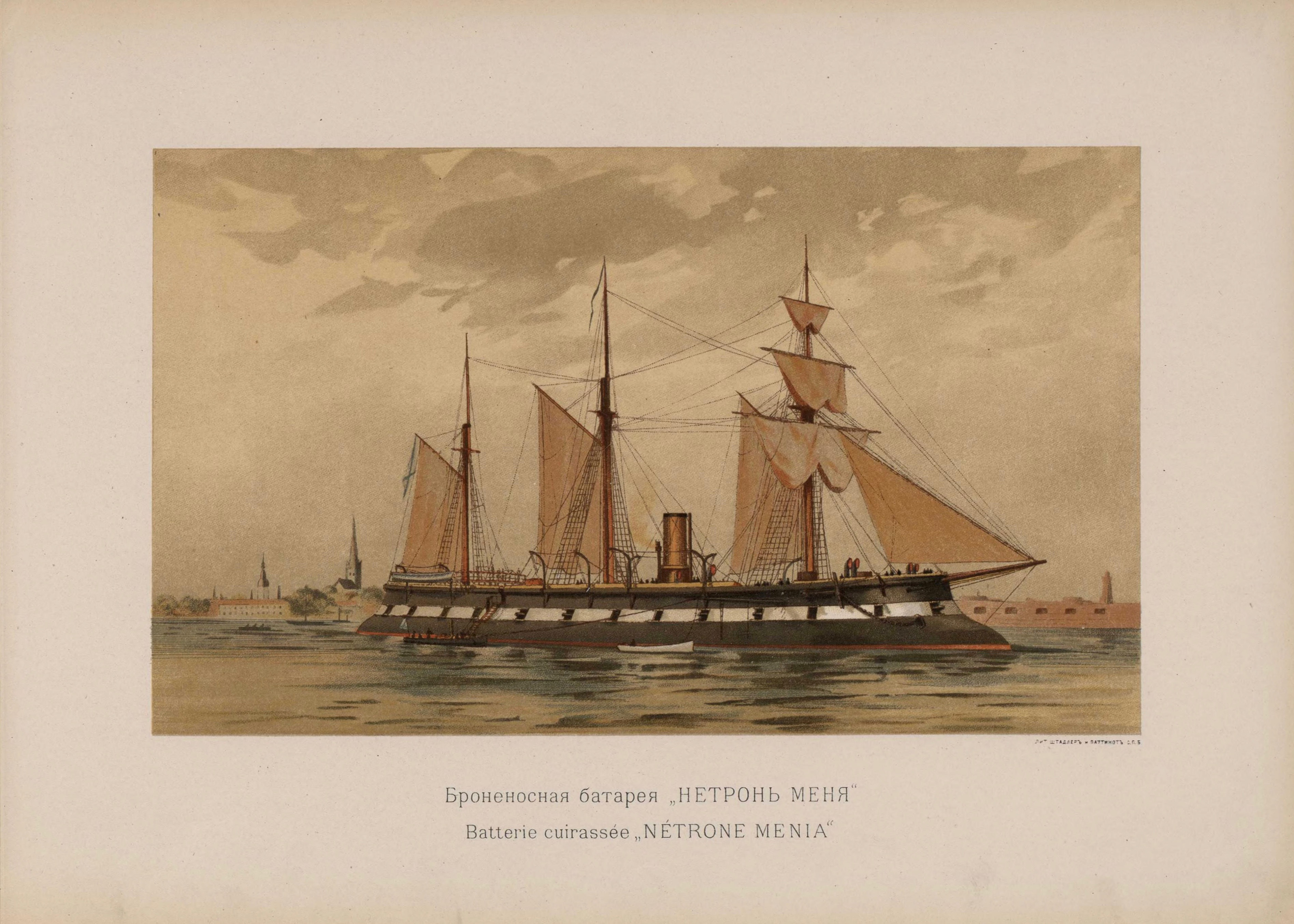
Ne Tron Menja

Im Mai 1860 wurde Tschernjawski zum Generalmajor befördert. Er projektierte als erstes russisches Panzerschiff den Panzerkreuzer Fürst Poscharski, der 1864–1869 gebaut wurde. Ab 1864 beschäftigte sich Tschernjawski als Mitglied des Technik-Komitees der Ingenieurshauptverwaltung mit Problemen der Unterwasserfahrt und leitete die Entwicklung der ersten Linienschiffbauprogramme während des Übergangs zu Eisenpanzerschiffen. Er veranlasste die Projektierung und den Bau der ersten Panzerschiffe vom Typ des Perwenez und des Ne Tron Menja. Er entwarf eine neuartige schwimmende Flachwasserbatterie für die Verteidigung der Straße von Kertsch. Unter seinem Vorsitz wurde der Bau von Monitoren mit zwei Geschütztürmen durch die englische Firma Mitchell & Co. geplant. Ab 1865 kontrollierte er alle Panzerschiffbauprojekte. Im Januar 1868 wurde er zum Generalleutnant befördert.
Tschernjawski war mit Marija Iwanowna geborene Upton (Tochter des Militärarchitekten John Upton) verheiratet.

## Ehrungen
- Sankt-Stanislaus-Orden III. Klasse (1835), II. Klasse (1844), I. Klasse (1863)[2]
- Russischer Orden der Heiligen Anna II. Klasse (1838), I. Klasse (1865), dazu Kaiserkrone (1866)[1]
- Orden des Heiligen Wladimir III. Klasse (1858)[2]